# Ígor Berezutski
Ígor Andréyevich Berezutski –en ruso, Игорь Андреевич Березуцкий– (Volgogrado, URSS, 7 de junio de 1984) es un deportista ruso que compitió en natación.
Ganó dos medallas de bronce en el Campeonato Mundial de Natación en Piscina Corta de 2006 y una medalla de bronce en el Campeonato Europeo de Natación en Piscina Corta de 2004.

## Palmarés internacional
| Campeonato Mundial en Piscina Corta | Campeonato Mundial en Piscina Corta | Campeonato Mundial en Piscina Corta | Campeonato Mundial en Piscina Corta |
| Año                                 | Lugar                               | Medalla                             | Prueba                              |
| ----------------------------------- | ----------------------------------- | ----------------------------------- | ----------------------------------- |
| 2006                                | Shanghái (China)                    | Medalla de bronce                   | 200 m estilos                       |
| 2006                                | Shanghái (China)                    | Medalla de bronce                   | 400 m estilos                       |
| Campeonato Europeo en Piscina Corta |                                     |                                     |                                     |
| Año                                 | Lugar                               | Medalla                             | Prueba                              |
| 2004                                | Viena (Austria)                     | Medalla de bronce                   | 400 m estilos                       |